# كوينتن أورلاندو
كوينتن أورلاندو (بالإنجليزية: Quentin Orlando)‏ هو سياسي أمريكي، ولد في 8 نوفمبر 1919 في إيري في الولايات المتحدة، وتوفي بنفس المكان في 22 يناير 2011. حزبياً، نشط في الحزب الديمقراطي. وقد انتخب عضو مجلس ولاية بنسيلفانيا.